# Inazuma Eleven GO (anime)
Inazuma Eleven GO (イナズマイレブンGO) és una sèrie d'anime japonesa, seqüela de la sèrie Inazuma Eleven, dins la franquícia del mateix nom. Una adaptació de manga, una pel·lícula d'animació i una adaptació de videojoc d'Inazuma Eleven GO es van estrenar a finals de 2011 al Japó. La segona temporada, anomenada Inazuma Eleven GO: Chrono Stone, es va emetre entre abril de 2012 i maig de 2013, i la tercera temporada, Inazuma Eleven GO: Galaxy, es va emetre entre maig de 2013 i març de 2014.
La primera temporada de l'anime, Inazuma Eleven GO, es va estrenar al canal SX3 en català el 23 de juny de 2023.

## Sinopsi

### 1a temporada
Deu anys després dels fets relatats a Inazuma Eleven, Arion Sherwind, un jove aficionat al futbol, entra a l'escola dels seus somnis, l'Institut Raimon, per unir-se al seu prestigiós club.
Descobrirà, malauradament, que el futbol ja no és el que pensava i que ara tots els partits estan manipulats per una organització secreta anomenada Cinquè Sector.
Amb l'ajuda del seu equip i el seu entrenador, l'Arion intentarà recuperar el futbol real.

### 2a temporada:Chrono Stone
Al final de les vacances, l'Arion torna a l'institut on descobreix que ja no li agrada el futbol a ningú i que l'equip de Raimon no ha existit mai.
Més tard sabrà que això es deu a una organització secreta del futur, anomenada El Dorado.
Després de tornar els seus records als seus amics, tots decidiran juntament amb l'ajuda d'en Fei i en Clark von Wunderbar, dos aliats del futur i en David Evans, de viatjar en el temps per formar l'equip perfecte i derrotar a El Dorado.

### 3a temporada:Galaxy
Quan l'Arion i dos dels seus companys creuen que han estat seleccionats per participar en el torneig internacional, descobreixen que un senyor alienígena amenaça de destruir la Terra si no guanyen el seu torneig de futbol.
Amb l'ajuda de nous companys, s'hauran d'enfrontar a equips de tota la galàxia per salvar el seu planeta.

## Anime
La sèrie d'anime Inazuma Eleven GO, animada per l'estudi OLM i produïda per Level-5, Nintendo, BES i We've Inc, es va estrenar al Japó el 4 de maig de 2011, succeint la sèrie Inazuma Eleven tots els dimecres a les 19 h al canal de TV Tokyo. Va sortir a la venda en DVD al Japó el setembre de 2011. La sèrie va finalitzar l'11 d'abril de 2012 amb 47 episodis.
Inazuma Eleven GO: Chrono Stone (イナズマイレブンGO クロノ・ストーン) es va estrenar el 18 d'abril de 2012 al Japó, successor de la sèrie Inazuma Eleven GO. Explica una aventura amb viatges en el temps i dos nous personatges que ajudaran els Raimons: en Fey Rune i en Clark Von Wunderbar. Està produït i dirigit pels mateixos equips, i es va emetre de la mateixa manera. Va finalitzar l'1 de maig de 2013 amb 51 episodis.
Inazuma Eleven GO: Galaxy (イナズマイレブンＧＯ ギャラクシー) es va estrenar el 8 de maig de 2013 al Japó, succeint Inazuma Eleven GO: Chrono Stone. Va finalitzar el 19 de març de 2014 amb 43 episodis. Aquesta vegada, l'Arion, en Victor i en Riccardo s'uniran a l'equip Nou Inazuma Nacional amb gent que no sap res de futbol. Després viatjaran per l'espai amb l'objectiu de salvar el seu planeta.

### Doblatge
Inazuma Eleven GO es va doblar a Cyo Studios i va ser dirigida per Àlex de Porrata. La traducció va anar a càrrec de Raquel Cano, la va ajustar Alba Garcia i la va corregir lingüísticament Dolors Senserrich.
| Personatges       | Japonès         | Català          |
| ----------------- | --------------- | --------------- |
| Arion Sherwind    | Terasaki Yuka   | Carmen Ambrós   |
| Jean-Pierre Lapin | Tomatsu Haruka  | Maria Romeu     |
| Victor Blade      | Takashi Oohara  | Àlex de Porrata |
| Riccardo Di Rigo  | Saiga Mitsuki   | Víctor Góemz    |
| Samguk Han        | Satou Kensuke   | Albert Castaño  |
| Subaru Honda      | Hirofumi Nojima | Carles Lladó    |
| Adé Kébé          | Jun Konno       | Ariadna Giménez |
| Aitor Cazador     | Yuki Tai        | Héctor Huguet   |
| Lucian Dark       | Ayumi Fujimura  | Jana Massot     |
| Ryoma Nishiki     | Ryou Iwasaki    | Eric Suñén      |
| Mark Evans        | Junko Takeuchi  | Elena Rubio     |
| Silvia Woods      | Fumiko Orikasa  | Eva Ordeig      |

## Manga
La sèrie Inazuma Eleven GO està adaptada per Tenya Yabuno en una sèrie de manga homònima, publicada el 15 d'octubre de 2011 a la revista CoroCoro Comic, succeint a l'anterior sèrie de manga Inazuma Eleven que havia finalitzat el mes anterior. L'últim capítol es va publicar el 15 de març de 2014. El primer volum va sortir el gener de 2012 per part de l'editorial Shogakukan, amb un total de set volums.

## Videojocs
Un videojoc anomenat Inazuma Eleven GO, que serveix de base per a l'anime homònim, es va estrenar el desembre de 2011 al Japó per a Nintendo 3DS en dues versions, Shadow i Light. El joc té lloc deu anys després dels esdeveniments del joc anterior de la sèrie, Inazuma Eleven 3. A Europa, es van publicar totes dues versions el 13 de juny de 2014.
Un videojoc anomenat Inazuma Eleven GO 2: Chrono Stone, que serveix de base per a l'anime homònim, es va estrenar al Japó el 13 de desembre de 2012, a Europa el 27 de març de 2015 a Nintendo 3DS en dues versions, Blaze i Thunder.
Un videojoc anomenat Inazuma Eleven GO 3: Galaxy, que serveix de base per a l'anime homònim, es va estrenar al Japó el 5 de desembre per a Nintendo 3DS en dues versions, Big Bang i Supernova.
Un videojoc anomenat Inazuma Eleven GO Strikers 2013 va sortir a la venda al Japó el 20 de desembre de 2012 per a Wii.